# Alois Schlör
Alois Schlör (auch Aloysius Schlör; * 17. Juni 1805 in Wien; † 2. November 1852 in Graz) war ein österreichischer römisch-katholischer Geistlicher und Theologe.

## Leben
Schlör besuchte ab 1816 das Schottengymnasium. 1824 ging er ans erzbischöfliche Alumnat zu St. Stephan. Hier lernte er Franz Xaver Zenner kennen, mit dem ihn eine lebenslange Freundschaft verband. Gleichzeitig nahm er an der Wiener Universität das Studium der Theologie auf. Nach der Priesterweihe am 22. August 1828 wurde er zunächst Kaplan in Altlerchenfeld, wo er 1828 auch seine Primiz feierte, bei Joseph Pletz als Prediger auftrat, bevor er 1831 die Stelle des Studienpräfekten im Wiener Priesterseminar erhielt. Seine Promotion zum Dr. theol. erfolgte 1832. Er wechselte 1834 als Spiritual ans Frintaneum. Zugleich wurde er Hofkaplan am Wiener Hof sowie 1836 auch Beichtvater des Kaisers Ferdinand. 1837 wollte er, nachdem er mit dem Tod seines Vaters beide Eltern verloren hatte, Wien verlassen. Er bat daher den Kaiser seine Ämter niederlegen zu dürfen. Dieser kam der Bitte nach und entließ Schlör mit einer kleinen Pension.
Schlör reiste nach Verona, um sich den Rosminianern anzuschließen. Dies kam aber aufgrund inhaltlicher Differenzen nicht zustande. 1838 bat er deshalb für sich und seinen Freund Adalbert Schmid (1812–1892) seinen einstigen akademischen Lehrer Roman Sebastian Zängerle, der nun Fürstbischof der Diözese Graz-Seckau war und dessen Reformen er positiv gegenüberstand, um die Aufnahme in den dortigen Kirchendienst. Schlör erhielt eine Anstellung am Grazer Priesterseminar und wurde dort 1842 erneut Spiritual. Außerdem verstärkte er seine schriftstellerische Tätigkeit.
Schlör führte ein asketisches Leben und spendete sein ganzes Vermögen. Er machte sich um die Ansiedlung mehrerer Orden in Graz verdient. Auch im Vereinswesen war er engagiert. Auf ihn ging die Gründung mehrerer Vereine zurück, darunter der Paulusverein, mit dessen Hilfe er 1850 das Waisenhaus Paulinum in Graz gründen konnte. Außerdem war er ein Vorreiter der Wiedereinführung der Ignatianischen Exerzitien, die er selbst in verschiedenen Priesterseminaren der Monarchie durchführte, so beispielsweise an den Seminaren von Leitmeritz, Fünfkirchen, Brünn, Pest, Gran, Agram, Triest und St. Pölten sowie zuletzt 1851 als der erste Priester in Graz.
Schlör, der bereits seit seiner Jugend an einer schwachen Gesundheit litt, starb im Alter von 47 Jahren und wurde auf dem Friedhof St. Peter in Graz beigesetzt.
Schlör wurde in die Fakultäts-Ehrentafeln der Universität Wien in die Tafel der Theologischen Fakultät eingetragen.

## Werke (Auswahl)
- Andacht auf sechs Sonntage zur Ehre des heiligen Aloysius von Gonzaga, enthaltend: die Lebensgeschichte des Heiligen, Betrachtungen, Gebethe, 2. Auflage, Sirolla, Graz 1840.
- Die Philantropie des Glaubens, oder das kirchliche Leben zu Verona in neuester Zeit, Mayer, Wien 1840.
- Jesus, mein Verlangen. Ein katholisches Gebetbuch, Graz 1841.
- Die Carmeliten nach ihrem Leben und Wirken oder Würde und Nutzen der beschaulichen Orden, Kienreich, Graz 1844.
- Rette deine Seele! Ein Betrachtungsbuch für Christen in der Welt. Zum besonderen Gebrauche für diejenigen, welche durch kürzere oder längere Zeit den Ignatianischen Exercitien obliegen wollen, Kienreich, Graz 1847.
- Betrachtungsbuch für Kleriker und Priester über den ganzen Inhalt des heiligen Evangeliums nach der Uebereinstimmung der vier Evangelisen in chronologischer Ordnung abgetheilt auf jeden Tag des Jahres, 3 Bände, Kienreich, Graz 1847–1849.
- Samenkörner des katholischen Glaubens oder Predigten über verschiedene religiöse Gegenstände und Feste, 3 Bände, Kienreich, Graz 1851–1853.